# Hospital Universitari de Móstoles
L'Hospital Universitari de Móstoles és un hospital públic situat al municipi madrileny de Móstoles, part de la xarxa hospitalària del Servei Madrileny de Salut (SERMAS).
Va ser inaugurat el 24 de juny de 1983 pel ministre de Sanitat Ernest Lluch amb un nombre de 400 llits i 11 sales d'operacions. Cap a 2001, l'Ajuntament de Móstoles va sol·licitar que es reanomenara Hospital Ernest Lluch, sense èxit. El ple del consistori va aprovar sol·licitar de nou el canvi de nom el 2016. Con un nombre decreixent de llits, el 2006 comptava amb 365 llits i, el 2019, 332. El març de 2020, durant la pandèmia de COVID-19, davant la falta d'equips de protecció nous per als sanitaris, l'hospital va començar a reutilitzar les bates de plàstic amb un sistema de rentat a 90 graus.